# For You (альбом Филиппа Киркорова)
For You (рус. Для тебя) — двенадцатый студийный альбом российского поп-певца Филиппа Киркорова, выпущенный в октябре 2007 года.

## Об альбоме
For You состоит из 17 треков, на некоторые песни были сняты музыкальные клипы. Почти все песни записаны на студии «Lopatin Sound Lab». Песню «Холодно в городе» певец записал дуэтом с Аллой Пугачёвой. Некоторые композиции альбома являются кавер-версиями зарубежных песен. Песню «История» написал и исполнил Александр Цекало в 2000 году для фильма Тиграна Кеосаяна «Ландыш серебристый».
Записывался альбом в период с 2004 по 2007 гг. В него вошли новые песни певца, а также такие песни как «Полетели» (2005), «Обычная история» (2005), «Сердце в 1000 свечей» (2007). Выпущен в октябре 2007 года.
Это первый альбом Киркорова, выпущенный после развода артиста с Аллой Пугачёвой.

## Список композиций
| №   | Название                                     | Текст песни     | Музыка        | Длительность |
| --- | -------------------------------------------- | --------------- | ------------- | ------------ |
| 1.  | «Я эту жизнь тебе отдам» (2005)              | А. Морсин       | К. Бигалис    | 3:29         |
| 2.  | «Полетели» (2005)                            | Т. Залужная     | Т. Залужная   | 3:54         |
| 3.  | «Холодно в городе» (с Аллой Пугачёвой, 2006) | Т. Залужная     | Т. Залужная   | 3:39         |
| 4.  | «История» (2007)                             | А. Цекало       | А. Цекало     | 3:35         |
| 5.  | «Странник» (2006)                            | В. Богатырёв    | В. Богатырёв  | 4:45         |
| 6.  | «Поцелуй» (2007)                             | А. Зубков       | С. Копылов    | 3:38         |
| 7.  | «Жиголо» (2007)                              | А. Морсин       | В. Энгэл      | 3:39         |
| 8.  | «Он твоя иллюзия» (2007)                     | И. Дубцова      | И. Дубцова    | 3:52         |
| 9.  | «Любовь сияет ярче» (2007)                   | А. Морсин       | М. Бидду      | 3:15         |
| 10. | «Твои глаза, как море» (2006)                | А. Морсин       | К. Милиотокис | 4:12         |
| 11. | «Сердце в 1000 свечей» (2007)                | И. Дубцова      | И. Дубцова    | 3:42         |
| 12. | «Кайф» (2006)                                | А. Морсин       | К. Линдгрен,  | 3:04         |
| 13. | «Обычная история» (2005)                     | Карен Кавалерян | Ким Брейтбург | 3:37         |
| 14. | «Яна» (2004)                                 | А. Ружицкий     | А. Ружицкий   | 3:44         |
| 15. | «Стоп!» (2007)                               | А. Морсин       | Р. Гуард      | 3:18         |
| 16. | «Карнавал - 2» (2005)                        | А. Морсин       | Л. Мендез     | 2:59         |
| 17. | «Я верю в любовь» (2005)                     | В. Тихомиров    | И. Зубков     | 4:10         |

## Над альбомом работали
- Идея создания и оформления альбома: Виктор Батурин
- Фото: Владимир Широков
- Дизайн: Степан Аджян
- Песни 1, 2, 3, 6, 7, 8, 9, 10, 11, 12, 13, 16:
  - Продакшн, запись вокала и сведение: студия «Братья Гримм»
  - Бэк-вокал: Наталья Сигаева
  - Гитара: Игорь Хомич, Алексей Булгаков
  - Сведение и мастеринг: Андрей Рэмбо
  - Духовые секции: «Studio — Transit»:
  - Труба: Алексей Батыченко
  - Саксофон: Константин Горшков
  - Тромбон: Евгений Журату
- Песня 4 («История»):
  - Аранжировка и гитара: Анатолий Котов
  - Бэк — вокал: Анатолий Котов, Александр Евдокимов
  - Запись и сведение: студия «Салам», город Тверь
  - Звукорежиссёр: Игорь Лалетин
- Песня 5 («Странник»):
  - Аранжировка: Василий Богатырёв, Евгения Никитенко, Евгений Есенин, Олег Вакулин
  - Звукорежиссёр и гитара: Василий Богатырёв
  - Бэк-вокал: Василий Богатырёв, Евгения Теджетова, Валерия Барашкова, Ангелина Добророднова, Евгения Трапезникова
  - Запись вокала: студия «Космос»
- Песня 14 («Яна»):
  - Аранжировка: Алексей Кузнецов
  - Гитара: Анатолий Котов
  - Бас: Сергей Королёв
  - Бэк-вокал: Екатерина Шубкина
  - Сопрано-саксофон: Константин Горшков
  - Запись и сведение: студия «Салам», город Тверь
  - Звукорежиссёр: Игорь Лалетин
- Песня 15 («Стоп!»):
  - Аранжировка: Игорь Лалетин
  - Гитара: Анатолий Котов
  - Бас: Сергей Королёв
  - Труба: Алексей Батыченко
  - Саксофон: Константин Горшков
  - Тромбон: Михаил Топунов
  - Бэк-вокал: Александр Евдокимов, Екатерина Шубкина
  - Запись и сведение: студия «Салам», город Тверь
  - Звукорежиссёр: Игорь Лалетин
- Песня 17 («Я верю в любовь»):
  - Аранжировка: Максим Золотов
  - Соло-труба: Алексей Пушкарёв
  - Струнные: Александр Якушев
  - Бэк-вокал: Наталья Павлова
  - Запись и сведение: Валерий Демьянов

## Клипы
- 2006 — «Полетели»
- 2008 — «Странник»
- 2009 — «Он твоя иллюзия»
- 2005 — «Обычная история»

## Награды
- Песня года:
  - 2005 год: «Обычная история»[3]
  - 2006 год: «Полетели!»[4], «Холодно в городе»[5]
  - 2007 год: «Сердце в 1000 свечей»[6]
- Золотой граммофон:
  - 2006 год: «Полетели!»[7]
  - 2007 год: «Сердце в 1000 свечей»[8]
- Песня «Карнавал» — 2 исполнилась на международной премии World Music Awards 31.08.2005 года в Лос-Анджелесе, где Артист получил свою четвёртую премию как самый популярный исполнитель России, лидер по продажам звуконосителей «Best selling Russian Artist».[9]

## Кавер-версии
| Песня                  | Оригинал               | Первоисполнитель |
| ---------------------- | ---------------------- | ---------------- |
| Жигало                 | Gigalo                 | Елена Папаризу   |
| Кайф                   | Let’s Get Wild         | Елена Папаризу   |
| Я эту жизнь тебе отдам | The Light of Your Soul | Елена Папаризу   |
| История                | История                | Александр Цекало |

## Концерты
Песни с альбома легли в основу новых шоу Киркорова:
- «Юбилейное шоу»:
  - 16.11.2007 — 25.11.2007 — театр Оперетты (Москва)[11]
  - 12.12.2007 — 16.12.2007 — БКЗ Октябрьский (Санкт-Петербург)[12]
  - 12.03.2008 — 18.03.2008 — тур по Прибалтике
  - 22.03.2008 — 6.04.2008 — тур по США и Канаде
- «На бис!»:
  - 15.04.2008 — 30.04.2008 — театр Оперетты (Москва)
  - 3.05.2008 — Минск

## Синглы
- 2005 — «Я эту жизнь тебе отдам»
- 2005 — «Обычная история»
- 2006 — «Холодно в городе»
- 2007 — «Сердце в 1000 свечей»